# ديدي كامارا
ديدي كامارا (من مواليد 22 يوليو 1991 في فريا ) سباحة غينية. تنافست مع غينيا في الألعاب الصيفية 2012 [الإنجليزية]. احتلت كامارا المرتبة 46 في سباق 100 م سباحة صدر سيدات [الإنجليزية] ولم تتأهل إلى الدور قبل النهائي.

## روابط خارجية
ديدي كامارا على موقع الاتحاد الدولي للسباحة (الإنجليزية)
- ديدي كامارا على موقع أوليمبيديا (الإنجليزية)